# Фетишизм під пахвами

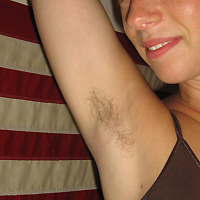
Деякі з тих, кого приваблюють жіночі пахви, вважають за краще, щоб вони були неголеними.

Фетишизм під пахвами (також відомий як маскалагнія або  аксилізм (також пишеться аксилізм)) — це тип пристрасті, при якому людина відчуває сексуальний потяг до пахвовій западині. 

## Запах

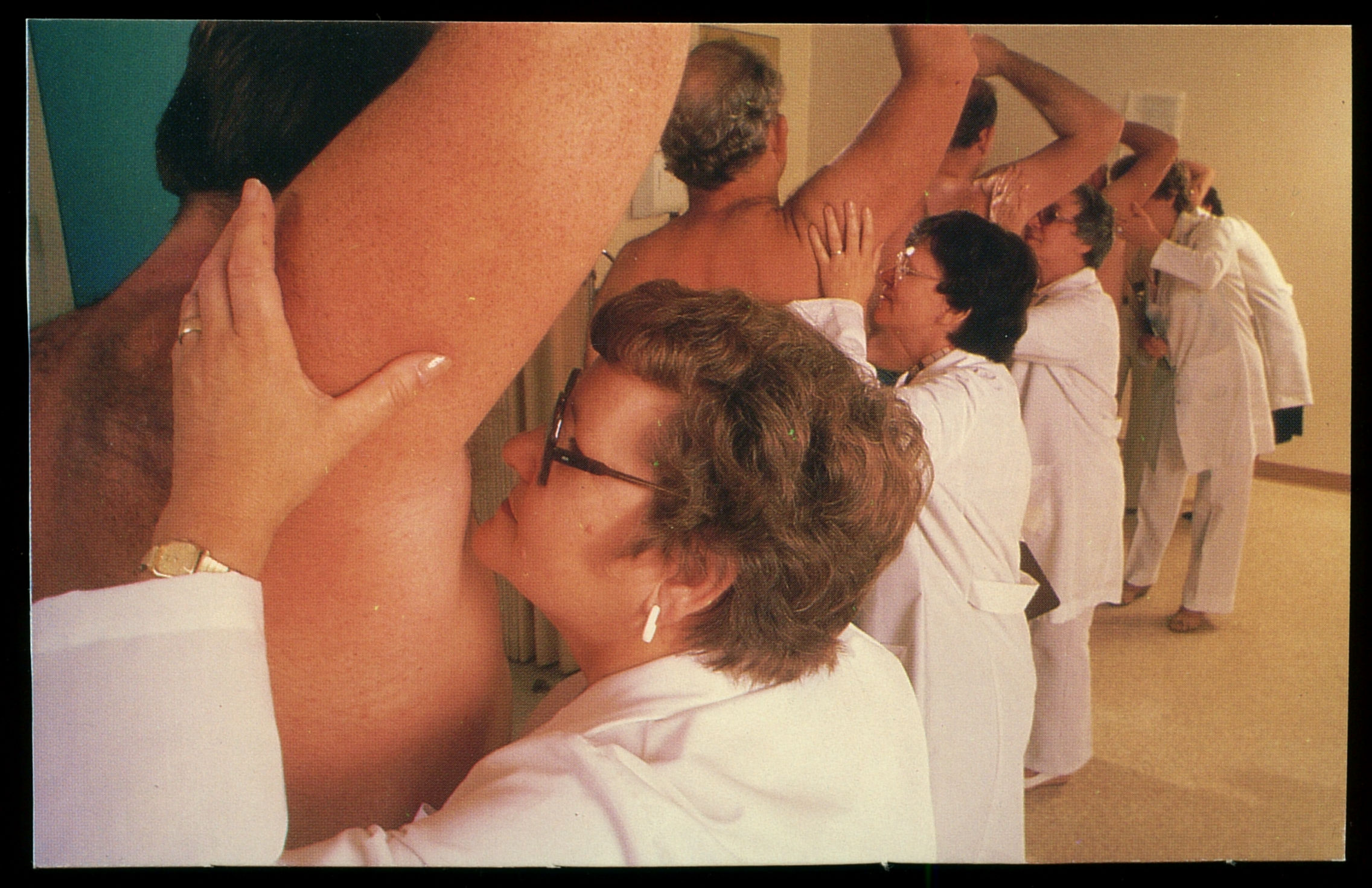
Люди нюхають пахви

природний запах тіла - це потужна сила сексуального потягу, і може бути залучений сильним різким запахом пахв: Алекс Комфорт вважав, що для жінки голити пахви - це "просто неосвічений вандалізм", що знищує потужний сексуальний інструмент, і хвалив французів за більшу сексуальну обізнаність, ніж американську культуру використання дезодорантів у зв'язку з цим.